# Köpenicker SC
Köpenicker SC is een Duitse sportclub uit het Berlijnse stadsdeel Berlin-Köpenick. De club is actief in aerobics, atletiek, badminton, dansen, fitness, gymnastiek, kanovaren, voetbal, volleybal, wandelen en zeilen. De club is het meest bekend voor zijn afdelingen in volleybal en voetbal.

## Geschiedenis
De club werd in 1991 opgericht, maar heeft zijn roots uit het DDR-tijdperk. In 1949 ontstond BSG RFT Köpenick. In 1950 werd dat BSG Motor Wendenschloß en in 1957 BSG Motor Köpenick. Na de Duitse hereniging werd de naam SV Motor Köpenick aangenomen en in 1991 ontstond Köpenicker SC.

### Volleybal
De dames in het volleybal bereikten na een opmars van 12 jaar in 2005 de Bundesliga. De club speelt meestal om het behoud.

### Voetbal
Ten tijde van de DDR was de club een liftploeg tussen de tweede en derde klasse in de jaren zestig en zeventig. In 1995 promoveerde de club naar de NOFV-Oberliga, de vierde klasse en verbleef daar vijf seizoenen. Door een competitiehervorming moest de club in 2000 een stapje terugzetten. Na twee seizoenen werd de club kampioen van de Verbandsliga en promoveerde weer, maar degradeerde even snel. Sindsdien speelt de club met wisselend succes in de Verbandsliga Berlin, dat sinds 2008 de zesde klasse is. In 2011 degradeerde de club naar de Landesliga. In 2013 promoveerde de club terug naar de Berlin-Liga en werd in het eerste seizoen zevende. Twee jaar later volgde een nieuwe degradatie. In 2017 degradeerde de club naar de Bezirksliga. In 2019 kon de club terug promoveren. De voetbalafdeling van de sportclub fuseerde nu met Köpenicker FC en nam deze naam aan. 